# Нидерландские пословицы
«Нидерландские  посло́вицы» (нидерл. Nederlandse Spreekwoorden), также «Фламандские пословицы» — картина Питера Брейгеля Старшего, которая изображает буквальные значения нидерландских пословиц. Дата создания: 1559.
Картина, выставленная в Берлинской картинной галерее, наполнена символами, относящимися к нидерландским пословицам, поговоркам и идиоматическим выражениям. Не все из них расшифрованы современными исследователями, поскольку некоторые выражения со временем вышли из употребления. 
С большой художественной силой Брейгель представляет картину абсурдности, слабости, глупости человека. Его сын Питер Брейгель Младший сделал около 20 копий работы отца, причём не все копии в точности воспроизводят оригинал, отличаясь от него рядом деталей.

## Описание
На картине выявлено более сотни известных пословиц и идиоматических выражений. Возможно, визуализированных пословиц ещё больше, но они не идентифицированы. Некоторые пословицы распространены до сих пор, другие же вышли из употребления.
| Пословица                                                                         | Значение | Изображение |
| --------------------------------------------------------------------------------- | --- | ----------- |
| Быть способным спеленать дьявола                                                  | Упрямство, преодолевающее всё                                                                                        |             |
| Кусать колонну                                                                    | Быть религиозным ханжой                                                                                              |             |
| Нести огонь в одной руке и воду в другой                                          | Быть двуличным |             |
| Биться головой о стену                                                            | Пытаться достичь невозможного                                                                                        |             |
| Одна нога обута, другая босая                                                     | Дисбаланс, перегибы                                                                                                  |             |
| Свинья открывает затычку                                                          | Небрежность оборачивается катастрофой                                                                                |             |
| Вешать колокольчик на кота                                                        | Задумывать заведомо обречённое на неудачу дело                                                                       |             |
| Вооружиться до зубов                                                              | Хорошо подготовиться                                                                                                 |             |
| Кусать железо                                                                     | Гневаться, сильно злиться                                                                                            |             |
| Кто-то стрижёт овец, а кто-то — свиней                                            | У одного есть преимущества, у другого их нет                                                                         |             |
| Стриги (овец), но шкуры не снимай                                                 | Не стоит заходить слишком далеко в использовании имеющихся возможностей и преимуществ                                |             |
| Тут селёдка не жарится                                                            | Вещи не подчиняются твоему плану                                                                                     |             |
| Жарить целую сельдь ради икринки                                                  | Прилагать слишком много усилий для достижения ничтожного результата                                                  |             |
| Надеть крышку на голову                                                           | Отказаться от ранее принятой ответственности (вар.: Остаться внакладе)                                               |             |
| Селёдка висит на своих жабрах                                                     | Будь готов к ответственности за свои поступки                                                                        |             |
| Здесь что-то большее, чем просто селёдка                                          | Тут что-то большее, чем видно на первый взгляд                                                                       |             |
| Что может сделать дым с железом?                                                  | Нет смысла пытаться менять неизменяемое                                                                              |             |
| Найти в горшке собаку                                                             | Опоздать на трапезу и прийти, когда уже всё съедено                                                                  | [ 3 ]       |
| Сидеть в пепле между табуретами                                                   | Сесть между двух стульев                                                                                             |             |
| Щупать кур                                                                        | Преждевременно гадать о выгоде (ср.: Цыплят по осени считают)                                                        |             |
| Вывешены ножницы                                                                  | Более чем вероятно, тебя здесь обманут                                                                               |             |
| Всегда глодать одну и ту же кость                                                 | Постоянно говорить на одну и ту же тему                                                                              |             |
| Говорить двумя ртами                                                              | Быть лживым и двуличным                                                                                              |             |
| Зависит от того, как карта ляжет                                                  | Зависит от случая |             |
| Протащить через дырку в ножницах                                                  | Получить нечестную прибыль; или «Око за око»                                                                         |             |
| Мир перевернулся вверх дном                                                       | Всё не так, как должно было бы быть                                                                                  |             |
| Оставлять хотя бы одно яйцо в гнезде                                              | Всегда имей хоть какой-нибудь запас                                                                                  |             |
| Испражняться на мир                                                               | Ни к чему не относиться уважительно                                                                                  |             |
| Водить друг друга за нос                                                          | Дурачить, обманывать друг друга                                                                                      |             |
| Жребий брошен                                                                     | Решение принято |             |
| Дуракам идёт карта                                                                | Глупость может превозмочь ум                                                                                         |             |
| Смотреть сквозь пальцы                                                            | Быть снисходительным                                                                                                 |             |
| Тут висит нож                                                                     | Предпринять нечто трудное, требующее активной деятельности                                                           |             |
| Тут стоят деревянные башмаки                                                      | Напрасно ожидать |             |
| Выставлять метлу                                                                  | Делать всё, что хочется, пока хозяина / начальника нет (Кот из дома — мышли в пляс)                                  |             |
| Жениться под метлой                                                               | Сожительство без брака                                                                                               |             |
| Крыть крышу пирожными (тортами)                                                   | Быть очень богатым                                                                                                   |             |
| У (кого-либо) в крыше дырка                                                       | Неразумный |             |
| Старая крыша требует много заплаток                                               | Старая вещь требует бо́льшего ухода                                                                                   |             |
| Крыша не без дранки                                                               | Здесь могут подслушивать («и у стен бывают уши»)                                                                     |             |
| Иметь зубную боль за ушами                                                        | Симулировать |             |
| Писать на Луну                                                                    | Тратить время на бесполезные усилия                                                                                  |             |
| Тут висит горшок                                                                  | (Нечто) не так, как должно быть                                                                                      |             |
| Выстрелить (из арбалета) второй раз, чтобы поймать первую стрелу                  | Повторять глупое действие                                                                                            |             |
| Брить дурака без мыла                                                             | Дурить кого-либо |             |
| Два дурака под одним капюшоном                                                    | Глупость любит общество                                                                                              |             |
| Растёт из окна                                                                    | Невозможно скрыть |             |
| Баловаться у позорного столба                                                     | Привлекать внимание (своими) постыдными действиями                                                                   |             |
| Если ворота открыты, свиньи бегут в хлеба                                         | Беспечность оборачивается бедствиями                                                                                 |             |
| Зерна меньше — свинья толще                                                       | Прибыль одного оборачивается потерями другого                                                                        |             |
| Бегать, как будто задница горит                                                   | Быть в большой беде                                                                                                  |             |
| Поедающий огонь — испражняется искрами                                            | Не стоит удивляться исходу опасной затеи                                                                             |             |
| Вешать плащ по ветру                                                              | Приспосабливать своё мнение к текущему моменту                                                                       |             |
| Веять перья на ветру́                                                              | Бесполезная работа                                                                                                   |             |
| Пялить глаза на аиста                                                             | Тратить время попусту                                                                                                |             |
| Убить двух мух одним шлепком                                                      | Быть успешным, эффективным                                                                                           |             |
| Свалиться с быка на осла                                                          | Настали чёрные дни                                                                                                   |             |
| Целовать дверную ручку                                                            | Быть неискренним |             |
| Вытирать (чью-то) задницу о дверь                                                 | Относиться (к кому-то) пренебрежительно                                                                              |             |
| Уклоняться от тяжёлой ноши                                                        | Воображать себе, что дела идут хуже, чем есть на самом деле                                                          |             |
| Один нищий очень неохотно видит другого нищего у своих ворот                      | Pечь идёт о конкуренции                                                                                              |             |
| Рыбачить мимо сети                                                                | Упускать возможность                                                                                                 |             |
| Всегда найдётся рыба крупнее                                                      | Всегда найдется кто-то сильнее или лучше тебя                                                                        |             |
| Не терпеть вида солнечных бликов на воде                                          | Ревновать к чужим успехам                                                                                            |             |
| Висит, как нужник над ямой                                                        | Очевидный случай |             |
| Всякий может поглядеть сквозь (дубовую) доску, если в ней есть дырка              | Утверждать очевидное — бессмысленно                                                                                  |             |
| Вдвоём ходят в один сортир                                                        | Находятся в полном согласии                                                                                          |             |
| Кидаться (чьими-то) деньгами в воду                                               | Тратить (чьи-то) деньги попусту                                                                                      |             |
| Треснутая стена скоро обрушится                                                   | Всё быстро отказывает без должного ухода                                                                             |             |
| Пусть другой дом горит, пока тебе можно погреться                                 | Используй все возможности, не задумываясь о последствиях для кого-либо другого                                       |             |
| Волочить большой камень (блок)                                                    | Быть обманутым в любви, заниматься бесцельным делом                                                                  |             |
| Страх заставил старушку побегать                                                  | Неожиданность может пробудить в человеке новые качества                                                              |             |
| Не инжир из коня валится                                                          | Не обманывайся внешним видом                                                                                         |             |
| Если слепой поведёт слепого, оба упадут в яму                                     | Нет резона учиться у невежды                                                                                         |             |
| Увидел церковь и конюшню, но это не значит, что ты уже приехал                    | Не прекращай работу, пока её не выполнил                                                                             |             |
| Как ни крути, а всё выйдет на солнышко                                            | Нельзя скрывать вечно                                                                                                |             |
| Держать глаз на парусе                                                            | Быть настороже, бдить                                                                                                |             |
| Испражняться на виселицу                                                          | Быть равнодушным к любому наказанию                                                                                  |             |
| Где труп, туда слетаются вороны                                                   | Если признаки на что-то указывают, то это, скорее всего, так и есть                                                  |             |
| Плыть по ветру — легко                                                            | Не составит особого труда достичь цели в благоприятных обстоятельствах                                               |             |
| Кто знает, почему гусь босой?                                                     | Всему есть причина, пусть и не очевидная                                                                             |             |
| Если я не намерен держать гусей, пусть гуси останутся просто гусями               | Не лезь не в своё дело                                                                                               |             |
| Смотреть, как медведи пляшут                                                      | Голодать |             |
| Дикий медведь если и общается, то с себе подобными                                | Лучше держаться со своими, чем с посторонними                                                                        |             |
| Швырять капор через забор                                                         | Выкидывать вещь без полной уверенности в её бесполезности                                                            |             |
| Плохо плыть против течения                                                        | Трудно противостоять общему мнению                                                                                   |             |
| Кувшин ходит по воду, пока не разобьётся                                          | У всего есть предел                                                                                                  | NP-95.jpg   |
| Лучшие ремни получаются из чужой кожи                                             | Проще что-то получить за счёт другого человека                                                                       |             |
| Держать угря за хвост                                                             | Предпринять трудное дело                                                                                             |             |
| В корзине провалиться                                                             | Показать окружающим свою нерешительность                                                                             |             |
| Быть подвешенным между небом и землёй                                             | Оказаться в затруднительной ситуации                                                                                 |             |
| Взять куриное яйцо, упустив гусиное                                               | Принять неверное решение                                                                                             |             |
| Зевать напротив печки                                                             | Взяться за дело, с которым один человек не справится                                                                 |             |
| Кто в дымоход (в печку) сам не лазит, тот и сажу на других выискивать не примется | Судить о других по себе                                                                                              |             |
| От буханки хлеба не дотянуться до другой буханки                                  | Иметь трудности с деньгами, с жизнью по имеющимся средствам                                                          |             |
| Мотыга без ручки                                                                  | Вероятно, нечто совершенно бесполезное                                                                               |             |
| Искать топорик                                                                    | Пытаться найти оправдания                                                                                            |             |
| Вот и он, со своим фонарём                                                        | Наконец-то найти возможность показать свои таланты                                                                   |             |
| Топорик с ручкой                                                                  | Скорее всего, это идиома, означающая просто целую, исправную вещь                                                    |             |
| Разлитую кашу не собрать обратно                                                  | Если что-то сделано, назад вернуть нельзя                                                                            |             |
| Совать палку в колесо                                                             | Чинить препятствия исполнению чужих планов                                                                           |             |
| Любовь там, где висят мешки с деньгами                                            | Любовь может быть куплена                                                                                            |             |
| Тянуть, чтобы завладеть длинным концом (верёвки)                                  | Пытаться получить преимущества                                                                                       |             |
| Стоять в своём собственном свете                                                  | Быть гордым, довольным самим собой                                                                                   |             |
| Не будет искать других людей в печке тот, кто сам в печке не бывал                | Подозревающий других в злых намерениях сам изобличает себя в привычке к таковым                                      |             |
| Вертеть мир на большом пальце                                                     | Пользоваться всеми преимуществами                                                                                    |             |
| Привязывать Христу льняную бороду                                                 | Скрывать обман под личиной благочестия                                                                               |             |
| Быть вынужденным унижаться, чтобы преуспеть в этом мире                           | Для успеха необходимо быть хитрым, нечестным                                                                         |             |
| Бросать розы перед свиньями                                                       | Тратить ценное на недостойных (ср. библейское: Не мечите бисер перед свиньями)                                       |             |
| Засыпать колодец после того, как телёнок утонул                                   | Активно действовать только после катастрофы                                                                          |             |
| Быть терпеливым, как агнец                                                        | Быть очень терпеливым                                                                                                |             |
| Она надевает на мужа голубой плащ                                                 | Она изменяет мужу |             |
| Смотри, чтобы между ними не сунулась чёрная собака                                | Когда две женщины вместе, даже лающая собака не добавит ничего к неприятностям, какие могут от этих женщин произойти |             |
| Один ветер мотает то, что другой прядёт                                           | Оба разносят слухи, сплетни                                                                                          |             |
| Носить воздух (пар,свет) в корзинах                                               | Тратить время попусту                                                                                                |             |
| Держать свечку чёрту                                                              | Льстить и дружить без разбора                                                                                        |             |
| Исповедаться чёрту                                                                | Разгласить тайны врагу                                                                                               |             |
| Свинье прорезали брюхо                                                            | (Опрометчиво) принято решение, которое уже не может быть отменено                                                    |             |
| Две собаки никогда не договорятся над одной костью                                | Спорить вокруг одной единственной темы, пункта                                                                       |             |
| Быть черпаком для (снятия) пены                                                   | Тунеядство |             |
| Что толку от красивой тарелки, если на неё нечего положить?                       | Красота не самоценна                                                                                                 |             |
| Развлекали друг друга лиса да журавль.                                            | Два обманщика всегда помнят о своей выгоде                                                                           |             |
| Дуть в ухо                                                                        | Разносить слухи |             |
| Отметить мелом                                                                    | Отметить на память, чтобы не забыть                                                                                  |             |
| Когда на вертеле жарится мясо, его надо вертеть                                   | Некоторые вещи, дела требуют непрерывного внимания и участия                                                         |             |
| С ним не повернёшь вертела                                                        | Он не склонен к сотрудничеству                                                                                       |             |
| Сидеть на углях                                                                   | Быть нетерпеливым |             |
| Ловить рыбу без сети                                                              | Извлекать выгоду из работы других людей                                                                              |             |